# بخش ویچادا
شهرستان ویچادا (به اسپانیایی: Vichada Department) یک سکونتگاه مسکونی در کلمبیا است که در کلمبیا واقع شده‌است.

## خصوصیات
شهرستان ویچادا ۱۰۰٬۲۴۲ کیلومترمربع مساحت و ۶۸٬۵۷۵ نفر جمعیت دارد.